# Nevězice
Nevězice ist eine Gemeinde in Tschechien. Sie gehört zum Okres Písek.

## Geographie
Předotice liegt 20 Kilometer von Písek entfernt. Bis Prag sind es 71 Kilometer.
Am östlichen Ortsrand verläuft die Moldau. Südwestlich des Dorfes, oberhalb des Moldauufers, befand sich ein keltisches Oppidum aus der spätlateinischen Zeit. Die befestigte Siedlung im Hochland ist ein Kulturdenkmal.

## Geschichte
Die erste urkundliche Erwähnung von Nevězice fand 1499 statt. Während des Dreißigjährigen Krieges wurde das Dorf stark beschädigt. 1680 wurde Nevězice von der Pest heimgesucht – 50 Kinder und 24 Erwachsene starben im Dorf. Nach der Aufhebung der Leibeigenschaft im Jahr 1848 wurde Nevězice ab 1850 eine Siedlung von Varvažov, 1873 wurde es zusammen mit einem Teil von Laziště als eigenständige politische Gemeinde abgetrennt. Im Jahr 1924 wurde die ehemalige Siedlung Laziště unabhängig. Im Jahr 1981 wurden sie unter die Verwaltung des Gemeinderats von Orlík nad Vltavou eingegliedert und nach 1989 wieder unabhängig.
In den Jahren 1850–1851 wurde hier eine Schule erbaut, die einen Klassenraum und eine Lehrerwohnung mit Küche und zwei Zimmern enthielt. In den Jahren 1887–1888 wurde das zuvor ebenerdige Gebäude um ein Stockwerk erweitert, womit zwei weitere Klassenräume entstanden. Aufgrund der geringen Schülerzahl von 7 wurde die Schule durch einen kommunalen Beschluss am 21. August 1963 geschlossen. Das Gebäude wurde anschließend in ein Gasthaus umgewandelt.
1888 wurde in Nevězice eine Freiwillige Feuerwehr gegründet.
1952 wurde im Dorf ein JZD gegründet, das jedoch Ende 1953 wieder aufgelöst wurde. Ab dem 1. Oktober 1957 wurden die hier ansässigen Bauernhöfe in den Staatsbetrieb eingegliedert. Noch 1964 bewirtschafteten jedoch 68 Kleinbauern das Dorf privat. 1981 wurde der Haupthof Nevězice aufgelöst und an die benachbarte JZD übergeben.

## Ortsteile
- Nevězice
- Koloredov

## Bevölkerungsentwicklung
| Jahr      | 1869 | 1880 | 1890 | 1900 | 1910 | 1921 | 1930 | 1950 | 1961 | 1970 | 1980 | 1991 | 2001 | 2011 | 2021 |
| --------- | ---- | ---- | ---- | ---- | ---- | ---- | ---- | ---- | ---- | ---- | ---- | ---- | ---- | ---- | ---- |
| Einwohner | 692  | 735  | 713  | 615  | 574  | 492  | 459  | 325  | 352  | 322  | 247  | 160  | 149  | 140  | 136  |

## Sehenswürdigkeiten
- Nischenkapellen

## Sonstiges
Es gibt im Dorf ein Märchen über eine weiße, weibliche Gestalt, die aus einem Teich kommt.

## Galerie

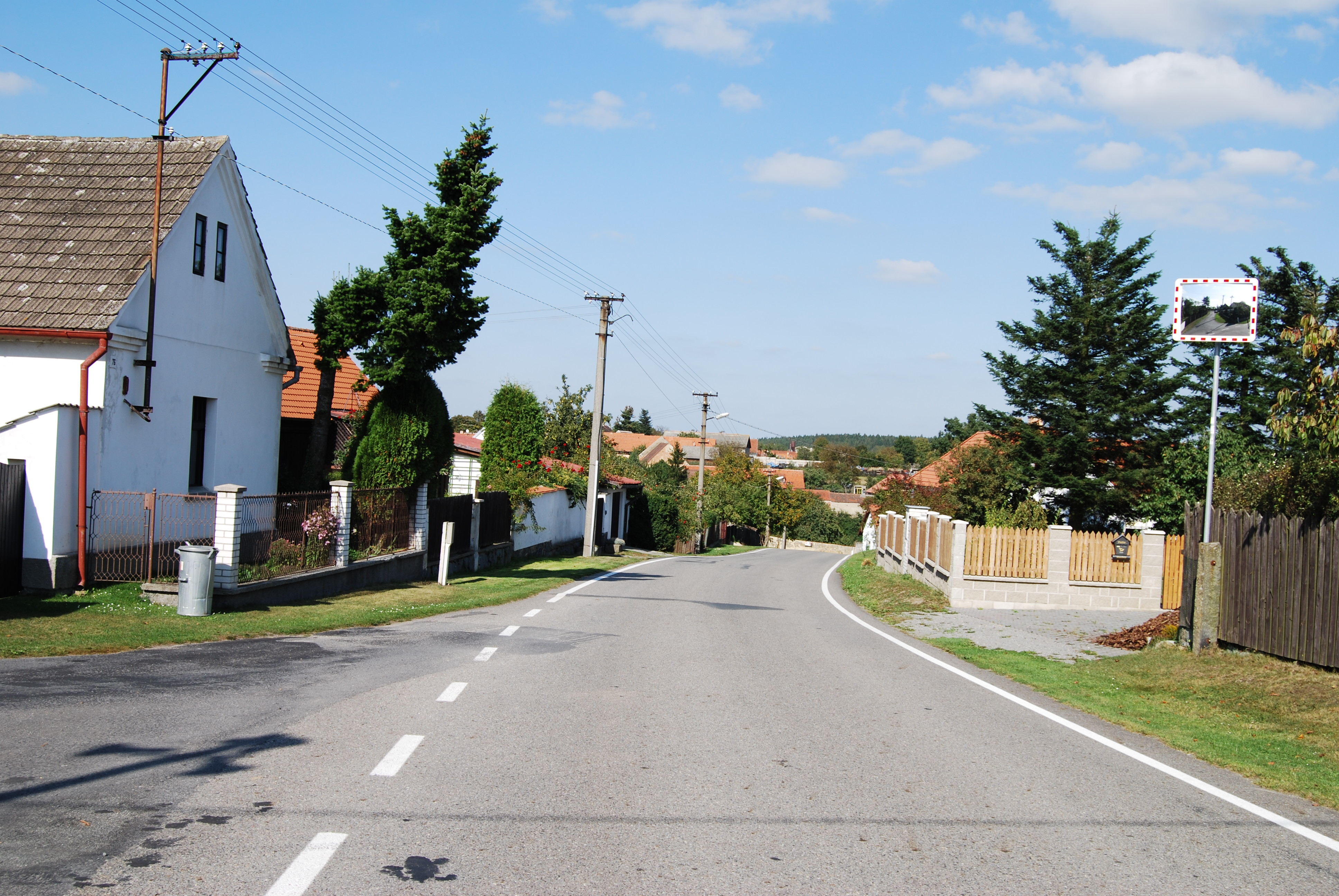
Hauptstraße des Ortes
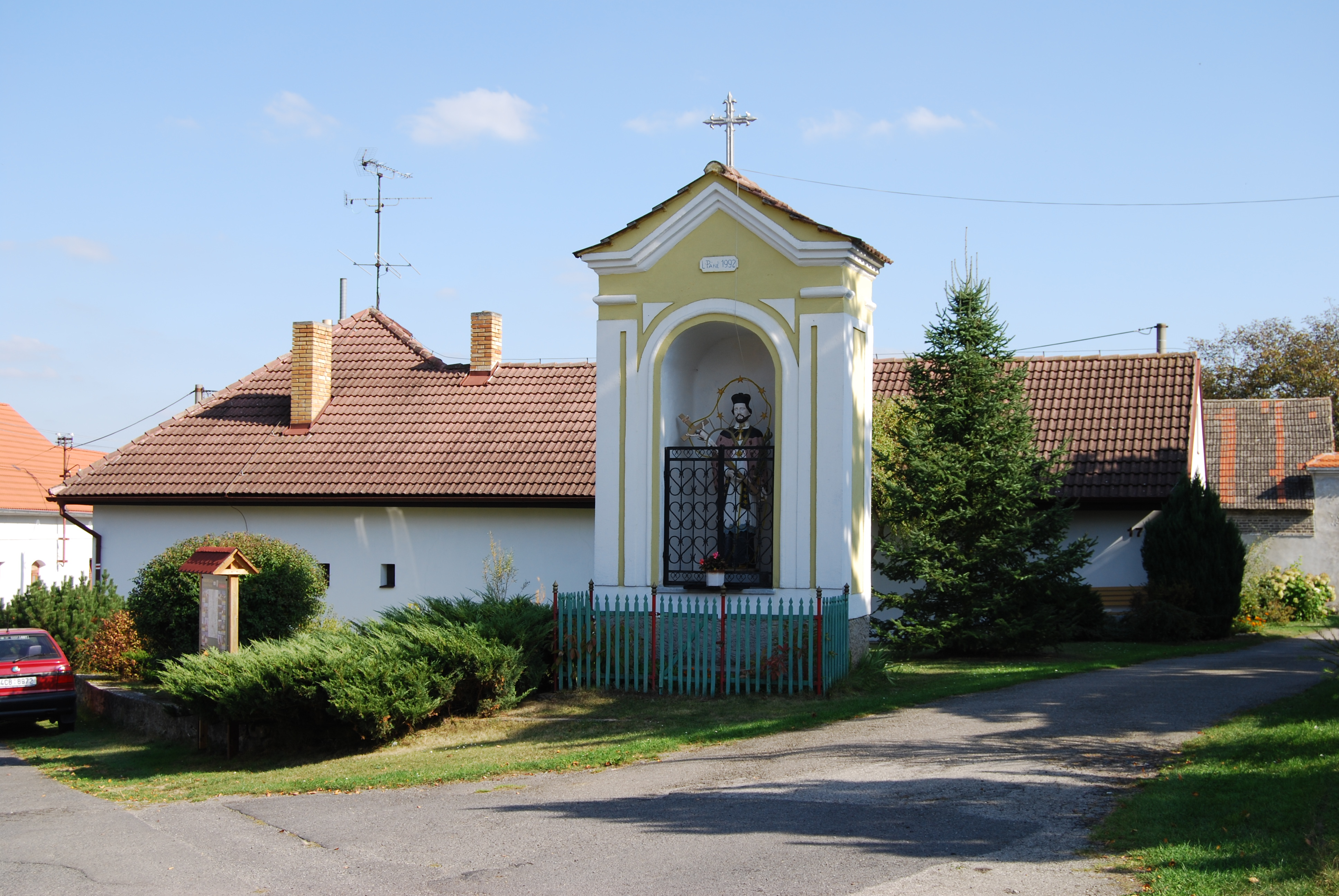
Eine der Nischenkapellen
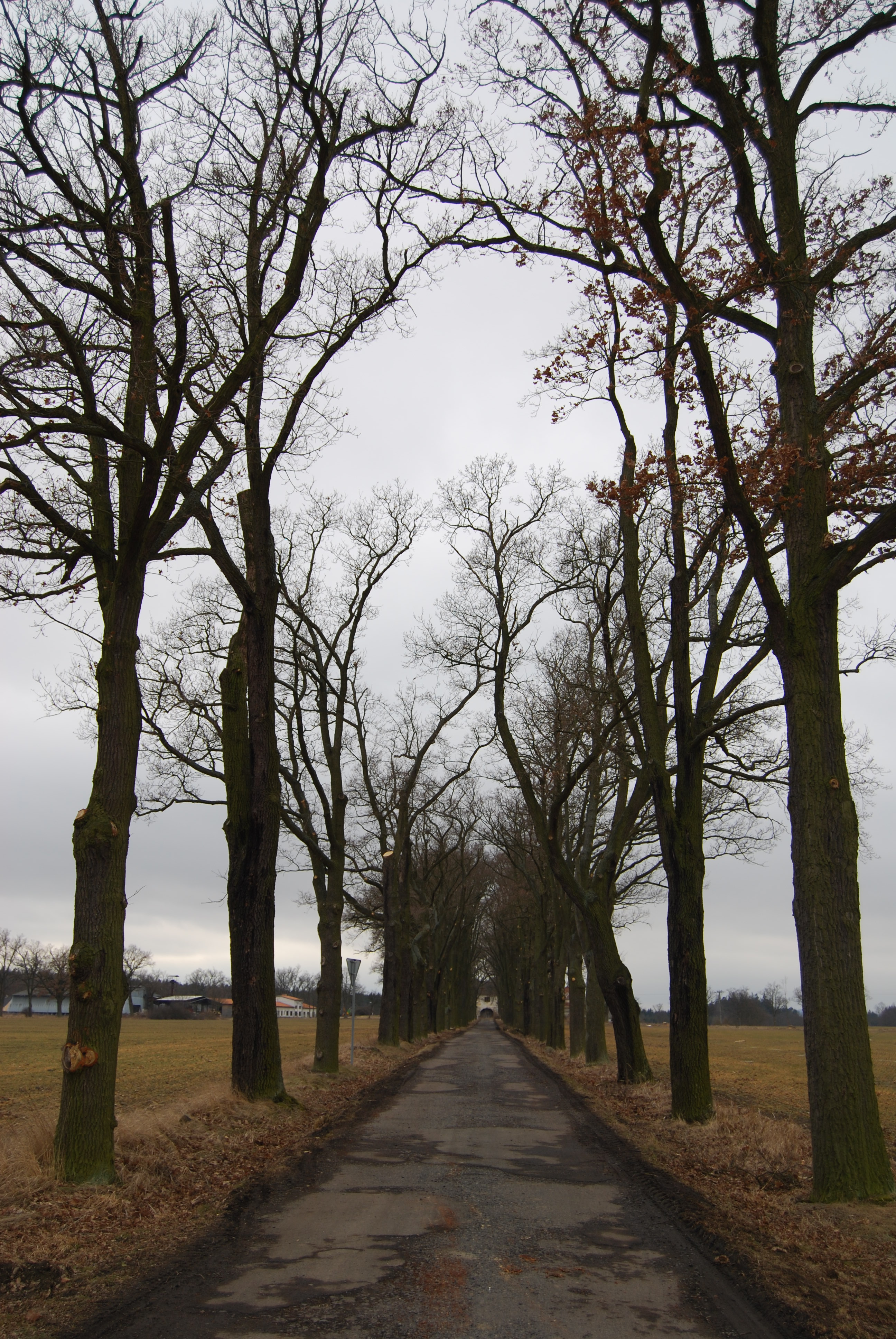
Pfad in Koloredov